# Cedusa idonea
Cedusa idonea är en insektsart som först beskrevs av Yang och Wu 1993.  Cedusa idonea ingår i släktet Cedusa och familjen Derbidae. Inga underarter finns listade i Catalogue of Life.